# Aredio di Limoges
Aredio di Limoges (in francese: Arède d'Atane, dal latino Attanum, detto anche saint Yriez o Yrieix du Limousin, in latino Aredius) (Limoges, 511 circa – Attane, 591) è stato un abate franco.

## Agiografia
Era figlio di Giocondo e di Pelagia; fu educato nel cristianesimo. Inviato alla corte di Austrasia, si guadagnò la stima e l'affetto del re Teodeberto I (v.505 - 548), re di Reims dal 534 al 548.
San Nicezio di Treviri, vescovo di Treviri, che aveva notato nella sua figura qualcosa di divino, gli fece lasciare questa vita laica e lo ammise nel novero del suo clero.
Fu in quel periodo che Dio mostrò la santità di Aredio con un segno miracoloso, riferito da san Gregorio di Tours. Un giorno, mentre i chierici cantavano i salmi in chiesa, si vide discendere una colomba bianca che, dopo aver volteggiato su Aredio, si posò sulla sua testa ad indicare che egli era già pieno di Spirito Santo. Egli si trovò imbarazzato e desiderava allontanare la colomba, allora questa volteggiò ancora un po' intorno a lui e poi si posò nuovamente sulla sua testa e poi sul suo scapolare e lo accompagnò quasi giocando intorno a lui fino alla casa del vescovo.
Essendogli morti padre e fratelli, Aredio tornò a Limoges per portar conforto alla madre, ma non cambiò nulla del piano di vita che aveva tracciato per sé. Qualche tempo dopo fondò il monastero di Attane sul territorio della sua città di Attanum, nel Limosino e ne fu il primo abate. I religiosi che egli ebbe sotto la sua guida subito dopo la fondazione del monastero appartenevano alla sua famiglia. La regola che diede loro era composta dalle Istituzioni cenobitiche di San Giovanni Cassiano, di quelle di san Basilio di Cesarea e delle massime degli antichi padri. La madre, Pelagia, fornì il necessario per il sostentamento della comunità.
Il monastero è all'origine dell'attuale città circondata da mura di Saint-Yrieix-la-Perche.
Recatosi presso la tomba di San Giuliano di Brioude, ne riportò alcune reliquie. Egli si recava inoltre molto spesso a pregare sulla tomba di San Martino di Tours. Egli fece inoltre erigere chiese in onore dei vari santi dei quali era andato e ricercare le reliquie.

## Miracoli
San Gregorio di Tours, suo contemporaneo, disse che non si potevano contare tutti i malati guariti da Aredio con un semplice segno di croce. Una volta fece sgorgare una fonte copiosa da una terra arida, piantando semplicemente un bastoncino che teneva in mano nella terra.
Un'altra volta, mentre costruiva una cappella in onore di san Giuliano di Brioude, martire, fece cessare, con le sue preghiere, una pioggia torrenziale che ostacolava i lavori. 
Dopo aver istituito quali suoi eredi Sant'Ilario di Poitiers e San Martino di Tours, morì di dissenteria avendo quasi ottant'anni.
San Ferreolo di Limoges, vescovo di Limoges, assistette alle sue esequie. Due donne, possedute dal demonio, ne furono guarite. La salma di Sant'Aredio fu tolta dalla tomba da Saibrand, vescovo di Limoges, la domenica dopo quella delle Rogazioni, il 17 maggio 1181.